# Hugo (2011)
Hugo is een Amerikaanse 3D-film uit 2011 van regisseur Martin Scorsese. De film is gebaseerd op het kinderboek The Invention of Hugo Cabret. De hoofdrollen worden vertolkt door Asa Butterfield, Chloë Grace Moretz, Ben Kingsley en Sacha Baron Cohen. De film ging in première in november 2011.
Dit is de eerste film van Scorsese die in 3D is gefilmd. Het is ook Scorseses eerste film sinds Bringing Out the Dead (1999) zonder hoofdrolspeler Leonardo DiCaprio.

## Verhaal
Hugo Cabret is een jonge wees die woont in het station Montparnasse in Parijs. Sinds de dood van zijn vader moet hij gedwongen leven met zijn oom Claude Cabret, die instaat voor het herstellen en opwinden van de klokken in het station. Hugo moet deze taak echter al even alleen uitvoeren, omdat zijn oom al een tijdje niet meer is teruggekeerd. Hierdoor moet hij uitkijken voor de stationsinspecteur Gustav, die hem aanziet voor een jonge crimineel en naar een weeshuis wil sturen. Desalniettemin blijft Hugo elke dag de klokken verzorgen, ook al krijgt hij hier niets voor in de plaats.
Hugo's enige bezit is de Automaton, een mechanische man die zijn vader voor diens dood gevonden had in het museum waar hij werkte. Het apparaat had nood aan onderhoud en samen met zijn zoon probeerde hij het te herstellen. Bij een brand in het museum kwam Hugo's vader echter om het leven. Nu probeert hij het toestel alsnog op te knappen met het notitieboekje van zijn vader en onderdelen die hij steelt van een speelgoedkiosk in het station, die uitgebaat wordt door een oude man.
Op een dag ziet Hugo in de kiosk een speelgoedmuis liggen. De uitbater lijkt te slapen dus hij waagt zijn kans en tracht het te stelen. De uitbater, meneer Georges, heeft hem echter door en grijpt zijn hand. Hij pakt de door Hugo gestolen onderdelen af alsook het boekje van zijn vader. Onder hevig protest van Hugo neemt Georges het boekje mee naar zijn huis. Deze zegt dat hij het zal verbranden.  Hugo volgt hem, maar moet zijn achtervolging staken als Georges zijn huis binnenstapt. Hij probeert de aandacht te trekken van een meisje dat bij Georges lijkt in te wonen. Als zij naar buiten komt smeekt Hugo dat ze ervoor zorgt dat het boekje niet verbrand wordt. Het meisje, dat Isabelle heet, zegt dat ze zal doen wat ze kan.
De volgende dag gaat Hugo weer naar de kiosk. Daar krijgt hij van Georges de verbrande resten van een boekje terug. Hij loopt weg en botst op Isabelle. Zij vertelt Hugo dat het boekje niet verbrand is. Isabelle is erg nieuwsgierig en is benieuwd naar het leven van Hugo. Hij is echter terughoudend. Isabelle zegt dat Hugo niet mag opgeven. Hij trekt weer naar Georges en vraagt opnieuw naar zijn boekje. Georges ziet in dat Hugo talent heeft voor mechanieken en stelt voor dat hij voor hem komt werken om de gestolen onderdelen terug te verdienen. Hugo repareert sindsdien naast de klokken van het station ook speelgoed voor meneer Georges. Hij werkt ook verder aan de Automaton, die hij denkt hersteld te hebben, maar er ontbreekt nog één ding: een hartvormige sleutel om het mechaniek op te winden. Hij gelooft dat de Automaton een laatste boodschap van zijn vader zal neerschrijven.
Hugo en Isabelle raken bevriend. Wanneer zij hem vertelt dat ze nog nooit naar de cinema is geweest omdat dat niet mag van Georges, die haar peetvader blijkt te zijn, neemt hij haar mee naar de cinema, waar ze stiekem een film bijwonen. Na lang aarzelen besluit Hugo Isabelle toch zijn woonplaats te laten zien. Hij leidt haar rond door de muren van het station en laat haar ook de Automaton zien. Dan merkt hij op dat Isabelle een hartvormige sleutel om haar hals heeft hangen. Ze proberen hem uit op de mechanische man en deze begint te tekenen. De tekening die bekomen wordt blijkt de maan die een raket in zijn oog krijgt. Tot Isabelles grootste verbazing ondertekent de Automaton de zijn tekening met 'Georges Méliès'. Dat is de naam van haar peetvader.
Ze neemt Hugo mee naar haar huis. Enkel haar peetmoeder Jeanne is thuis. Ze laten de tekening zien, maar Jeanne wordt boos.  Dan komt Georges plots thuis. Jeanne verbergt de kinderen in de slaapkamer. Daar ontdekken ze een doos vol met tekeningen gemaakt door Georges. Wanneer hij deze ziet wordt hij echter woedend. Hij wordt niet graag herinnerd aan zijn verleden omdat hij denkt dat iedereen hem verworpen heeft. Hugo vertrekt weer naar het station.
Hugo en Isabelle gaan daags nadien naar de bibliotheek. Daar vinden ze een boek over de geschiedenis van de cinema. Tot hun grootste verbazing lezen ze dat Georges ooit een pionier van de cinema was. Er staat echter ook dat hij gestorven is in de Eerste Wereldoorlog. Ze ontmoeten onverwacht de schrijver van het boek. Deze gelooft eerst niet dat Georges nog leeft, maar kan later zijn geluk niet op. Hij blijkt al jaren gepassioneerd van het werk van Méliès. Hugo en Isabelle besluiten om hem met Georges in contact te brengen, zodat deze kan zien dat hij niet vergeten is.
Samen met een projector en een film vertrekken de drie naar het huis van Georges. Deze blijkt in bed te liggen. Jeanne is boos om hun komst.  Maar ze is uiteindelijk wel nieuwsgierig naar de oude film. Op het einde van de film blijkt dat Georges de film vanuit het deurgat mee heeft bekeken. Hij is overdonderd dat er nog mensen aan hem denken. Hij besluit zijn verhaal te doen. Hij vertelt hoe hij als goochelaar filmmaker werd en hoe hij na de Eerste Wereldoorlog bijna alles verloor. Hij denkt ook dat de Automaton verdwenen is, maar dan gaat Hugo weg om deze te gaan halen in het station.
Hier wordt hij echter gesnapt door de stationsinspecteur. Hij sluit Hugo op in afwachting van het weeshuis. Hugo weet echter te ontkomen en vlucht weg. Een achtervolging door het station volgt. Uiteindelijk wordt Hugo bijna gegrepen door een trein, maar hij wordt nog op het nippertje gered door de inspecteur. Net als deze hem terug naar het weeshuis wil brengen daagt Georges op. Deze zegt dat Hugo bij hem hoort. Ze gaan samen weg.
Enkele maanden later zit iedereen in het publiek van een theater. Ter ere van Georges is een festival georganiseerd. Hij wordt opnieuw door iedereen geliefd en is niet langer de norse oude man uit de kiosk.
In deze film komt het treinongeval op Gare Montparnasse voor.

## Rolverdeling
| Acteur             | Personage         |
| ------------------ | ----------------- |
| Asa Butterfield    | Hugo Cabret       |
| Ben Kingsley       | Papa Georges      |
| Chloë Grace Moretz | Isabelle          |
| Sacha Baron Cohen  | Inspecteur Gustav |
| Jude Law           | Vader van Hugo    |
| Christopher Lee    | Monsieur Labisse  |
| Helen McCrory      | Mama Jeanne       |
| Michael Stuhlbarg  | René Tabard       |
| Emily Mortimer     | Lisette           |
| Ray Winstone       | Claude Cabret     |
| Frances de la Tour | Madame Emile      |
| Richard Griffiths  | Monsieur Frick    |

## Productie
GK Films, het productiebedrijf van Graham King, kocht de rechten op het boek in 2007. Later werd bekendgemaakt dat Martin Scorsese de film zou regisseren. King en Scorsese werkten eerder al samen aan Gangs of New York (2002), The Aviator (2004) en The Departed (2006).
De regisseur liet meteen verstaan dat hij in 3D zou filmen. Scorsese vond in het verleden dat 3D geen meerwaarde bood, en verwees daarbij naar films als House of Wax (1953) en Dial M for Murder (1954). Maar sinds het succes van Avatar (2009) en Alice in Wonderland (2010) is hij van gedachte veranderd.
De opnames zijn in juli 2010 van start gegaan. De filmploeg trok eerst naar Londen en ging later ook in Parijs aan de slag.
Een groot deel van de film is met computergeanimeerde beelden gemaakt. Voor een aantal scènes, zoals de scène waarin een op hol geslagen trein door het station raast, werd er echter ook gebruik gemaakt van maquettes.

## Georges Méliès

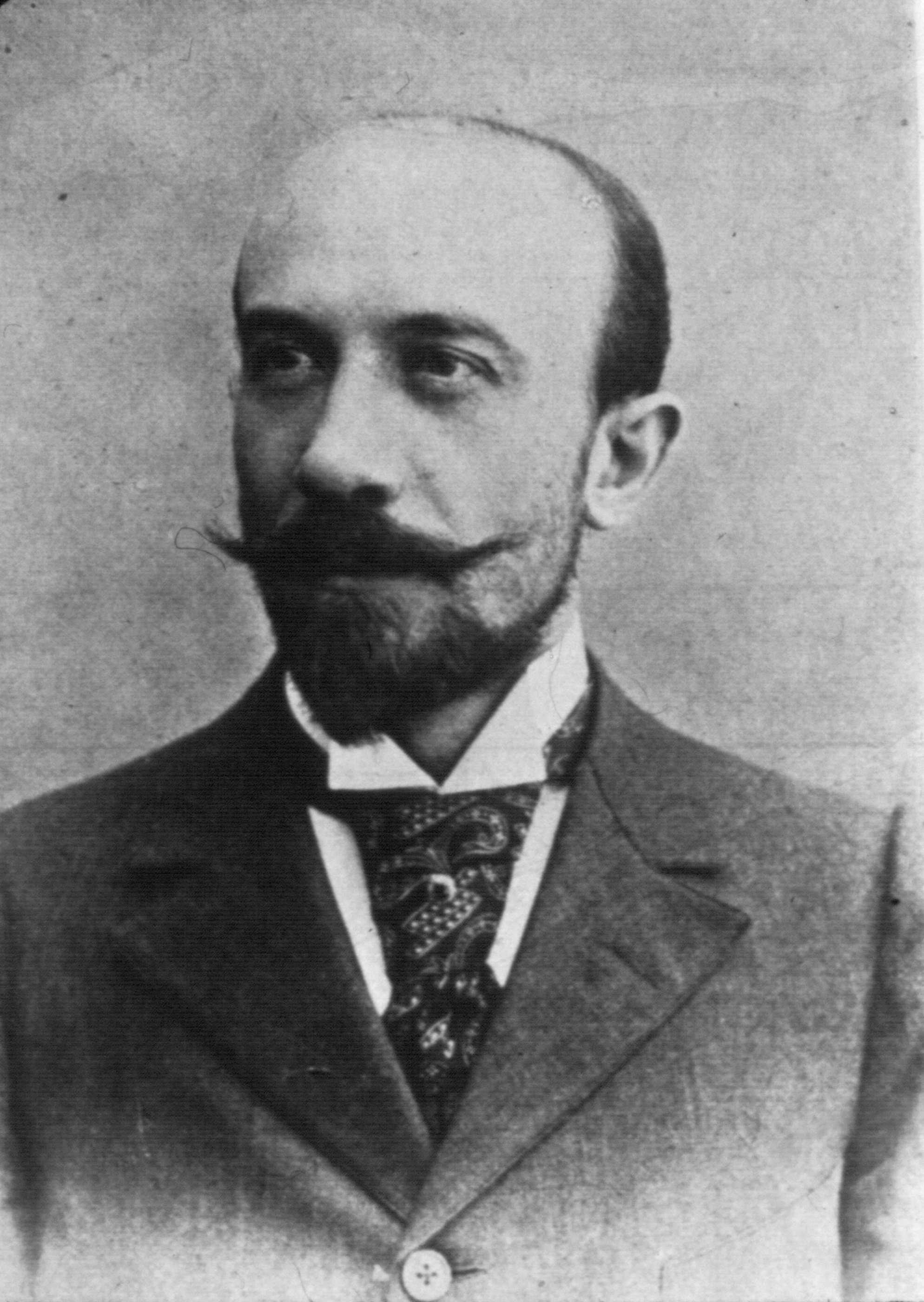
Georges Méliès

Naast de film-verhaallijn gaat de film over een van de eerste filmmakers en een van de eerste sterren op het witte doek in het begin van de 20ste eeuw, Georges Méliès. In de film wordt Le voyage dans la lune vertoond, een van diens beste films. Er speelt zich ook een flashback in af over de laatste jaren van Méliès als filmmaker.

## Prijzen
Begin 2012 won Martin Scorsese met Hugo de Golden Globe voor beste regisseur. De film werd ook genomineerd voor elf Academy Awards (Oscars) in 2012, waarvan het er uiteindelijk vijf in de wacht sleepte: de Oscar voor Cinematography, Art Direction, Visual Effects, Sound Editing en Sound Mixing.